# Етика автентичності
Етика автентичності – явище відносно нове, характерне саме для сучасної культури. Народжена наприкінці XVIII століття, вона спирається на ранні форми індивідуалізму, такі, як індивідуалізм звільненої раціональності, започаткований Декартом, згідно з яким – думка є надійним джерелом самопізнання, або політичний індивідуалізм Локка, що прагнув поставити особу та його чи її волю над соціальним обов’язком. Розвиток етики автентичності можна описати, пов’язавши її відправний пункт з уявленням XVIII століття про те, що людські істоти наділені моральним почуттям, яке дозволяє їм інтуїтивно відрізняти правильне від хибного [1, с. 37].
Поняття етики автентичності вивчав Ч.Тейлор. В автентичності Ч. Тейлор розрізняє дві сторони. З одного боку автентичність – це, окрім створення, відкриття та самобутності, ще й опозиція до правил суспільства, навіть тому, що ми визначаємо як моральність. Але, з іншого боку, автентичність – це відкритість горизонтам значущості («той, хто шукає сенсу в житті, намагаючись осмислено визначати себе, має існувати в горизонті важливих питань»., при чому то, «які питання є важливими вирішую не я»). На думку Ч. Тейлора, саме друга сторона автентичності здатна дати людині моральний ідеал, тобто остаточну ціль морального розвитку. [2].
[1][Етика автентичності.Чарльз Тейлор.Пер. з англ. А. Васильченка. К.: Дух і лытера.2002.128 с.]
[2]Категорія класичної етики «сенс життя» в некласичних інтерпретація. Вікторія Лихольот. “HUMANITIES & SOCIAL SCIENCES 2009” (HSS-2009), 14-16 MAY 2009, LVIV, UKRAINE[недоступне посилання з липня 2019]